# Sušice (Olomouc)
Sušice (in tedesco Suschitz) è un comune della Repubblica Ceca facente parte del distretto di Přerov, nella regione di Olomouc.